# Duelyst
Duelyst és un joc de cartes col·leccionables digitals gratuït i de codi obert i un híbrid d'estratègia per torns desenvolupat per Counterplay Games, que inicialment va autopublicar el títol, però després va ser publicat per Bandai Namco. S'havia llançat en un període beta obert el 2015, i el joc complet es va publicar el 27 d'abril de 2016. A causa de la disminució del nombre de jugadors, els servidors de Duelyst es van tancar el 27 de febrer de 2020.
El 10 de gener de 2023, el codi font complet i els actius del joc es van penjar a GitHub amb la llicència CC0. La útlima actualització data del 5 de maig de 2023 amb la versión 1.97.13.

## Joc

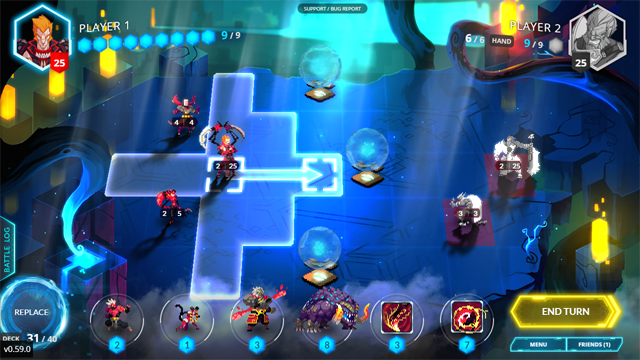
Els jocs es juguen en una graella de 5 × 9. Aquí, en blasu, es destaca el rang de moviment d'un general.

A Duelyst, dos jugadors lluiten a través d'un camp de batalla tàctic, fent torns en els quals juguen i col·loquen esbirros i encanteris, representats per cartes extretes d'una baralla feta a mida, fins que un dels jugadors elimina el general enemic. Hi ha sis faccions a Duelyst, cadascuna amb les seves pròpies característiques úniques que afecten l'estratègia i el joc de les baralles que el jugador construeix.
El joc ofereix un mode de per a practicar, reptes semblants a trencaclosques, una escala de classificació i un mode de torneig a l'estil de competició.

## Desenvolupament
El desenvolupament de Duelyst va ser dirigit per Keith Lee, antic productor principal de Blizzard Entertainment, que va cofundar Counterplay Games. Lee es va bassar en les sèries Fire Emblem i Front Mission com a inspiracions per al joc. Duelyst va ser dissenyat per acollir sessions de joc curts de forma que una partida durava uns deu minuts de mitjana.
El joc va ser finançat en part a través d'una campanya de recaudació de diners mitjançant ickstarter, que va recaptar 137.707 dòlars l'abril de 2014. Originalment pensat per seguir un model de preus inicial, el joc va canviar a un model gratuït el 2015. Els desenvolupadors creien que un model de joc gratuït permetria actualitzacions contínues del joc en lloc de confiar en paquets d'expansió menys habituals. El joc va entrar a les proves beta obertes l'octubre de 2015 i es va llançar l'abril de 2016 a les plataformes Microsoft Windows i OS X. La versió d'iOS, però, es va eliminar posteriorment i el joc només existeix per a Windows. La primera gran expansió "Denizens of Shim'zar" va ser llançada l'agost de 2016. Una segona expansió, "Rise of the Bloodborn" va ser llançada el desembre de 2016. Un tercer, "Ancient Bonds" va seguir el març de 2017. El quart, "Unearthed Prophecy" es va publicar el juliol de 2017. El cinquè, "Immortal Vanguard" es va estrenar el novembre de 2017. La sisena i darrera expansió, "Trial of Mythron" va ser llançada el novembre de 2018.
Originalment autopublicat, el juliol de 2017 es va anunciar que el joc seria publicat a partir d'ara per Bandai Namco Entertainment, que assumiria les responsabilitats de màrqueting i assistència al client.
Counterplay va anunciar el gener de 2020 que degut a una disminució considerable del nombre de jugadors, els servidors en línia de Duelyst tancaria el 27 de febrer de 2020 a les 15:00 PST i el joc no es podrà jugar mai més. Tres anys més tard, l'estudi va anunciar que el codi i el joc estarien disponibles com a projecte de codi obert.

## Recepció
El joc va tindre una bona rebuda obtenint una puntuació de 82 sobre 100 al lloc web d'agregació de ressenyes Metacritic, basat en 14 ressenyes. Tom Marks, escrivint a PC Gamer, va descriure Duelyst com el seu joc de cartes favorit després de Hearthstone i va atorgar el joc amb un 84% a la seva ressenya. Matt Cox, a la seva ressenya de Rock, Paper, Shotgun, va elogiar Duelyst en comparació amb els seus competidors, i va afegir que el joc "fa molt més en donar-li una bufetada a un joc completament diferent a la fórmula CCG provada".